# Atala Beauchêne

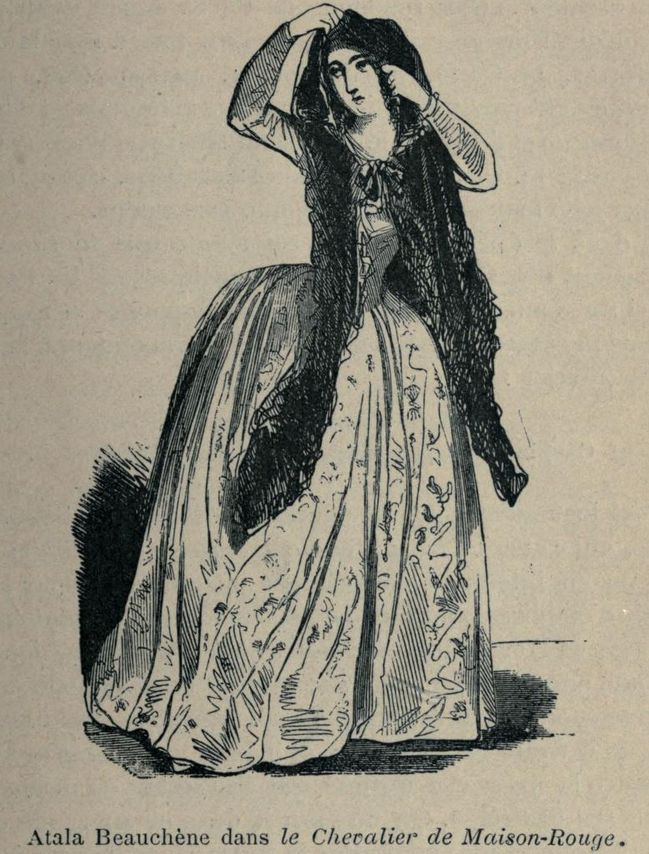
Atala Beauchêne (1896)

Atala Beauchêne, bürgerlich Louise Beaudoin (* 20. Oktober 1814 in Orléans; † 29. März 1894 in Villeurbanne), war eine französische Schauspielerin.

## Biographie
Louise Beaudoin, Tochter des Händlers Jacques Beaudoin und seiner Frau Therérèse, debütierte als 13-Jährige im Vaudeville La petite somnambule, im Théâtre de la Porte Saint-Martin. Im Folgejahr wurde sie am Théâtre Comte als petite Atala engagiert. Die ersten vollwertigen Rollen erhielt sie 1830 an der Comédie-Française, an der sie ihrem Alter entsprechende Rollen bekam. Dort debütierte sie in der Tragödie Gustave-Adolphe von Lucien Arnault. Bereits 1832 verließ sie die Comédie-Française und nahm für ein Jahr ein Engagement für mehrere Rollen am Théâtre du Vaudeville an. In dieser Zeit heiratete sie den Schauspieler Meyronnet, über den nichts Weiteres bekannt ist.
Ihre nächste berufliche Station war der Salle Ventadour. 1836 spielte sie im Théâtre des Variétés die Anna Damby in Alexandre Dumas’ Kean ou Désordre et génie. Dort lernte sie Frédérick Lemaître kennen, mit dem sie eine Liaison einging. Dessen Frau Sophie machte ihm darauf eine Szene und er trennte sich von ihr.
Lemaître konnte Beauchêne zu einer Tournee überreden und so bereisten beide zwischen 1836 und 1838 die Provinz, bis Beauchêne dann im Théâtre de la Renaissance in Victor Hugos Ruy Blas die Königin gab. Sie hatte großen Erfolg mit ihrer Darbietung und sie sollte die Figur durch ihr Schauspiel für lange Zeit prägen. Weshalb sie seit diesem Zeitpunkt mehrere Jahre unter ihrem bürgerlichen Namen auftrat, ist nicht bekannt. 1840 trennte sich Beauchêne von Lemaître, da, wie sich ihre Mutter äußerte, er gewalttätig gewesen sei.
Sie feierte in den folgenden Jahren in verschiedenen Rollen große Erfolge, spielte beispielsweise im Cirque Olympique. 1847 spielte sie noch im Théâtre Historique, aber nach einer vernichtenden Kritik Théophile Gautiers für ihre Darbietung in Dumas’ Le Chevalier de Maison-Rouge blieben die Rollenangebote in Paris plötzlich aus. Sie ging also an das Gillian Lynne Theatre in London, wo sie ein Engagement angenommen hatte.
Ab 1857 führte Beauchêne ein unstetes Leben, denn sie wechselte ihre Engagements und Wirkungsstätten teilweise jährlich. Spielte aber auch wieder in Paris, unter anderen am Théâtre de la Porte Saint-Martin. Ihr Weg führte sie von Évreux über Auxerre nach La Rochelle. Dann nahm sie ein Engagement in Nevers an und spielte im Folgejahr in Valenciennes. Nach etlichen weiteren Stationen landete sie endlich 1883 in Marseille, wo sie ihre Karriere beendete. Sie erhielt danach von der Société des Artistes eine Pension von 500 Francs.
Sie ließ sich 1885 erst in Lyon nieder und zog dann 1891 nach Villeurbanne zu ihrer Schwester, bei der sie 1894 verstarb.

## Rollen (Auswahl)
- Comtesse Glaris in Reine, cardinal et page von Jacques-François Ancelot (1832)
- Victorine in Père Goriot von Honoré de Balzac (1835)
- Anna Damby in Kean ou Désordre et génie von Alexandre Dumas dem Älteren (1836)
- Die Königin in Ruy Blas von Victor Hugo (1838)
- Jeanette in Deux jeunes Femmes von Amable de Saint-Hilaire (1840)
- Joséphine in Le Prince Eugène et l´Impératrice Joséphine, von Ferdinand Laloue (1843)
- Madame de Sauve in La Reine Margot von Alexandre Dumas dem Älteren (1847)